# Buruhonungsfågel
Buruhonungsfågel (Lichmera deningeri) är en fågel i familjen honungsfåglar inom ordningen tättingar.

## Utbredning och systematik
Fågeln förekommer i bergstrakter på Buru (södra Moluckerna). Den behandlas som monotypisk, det vill säga att den inte delas in i några underarter.

## Status
IUCN kategoriserar arten som livskraftig.